# Гумтов
Гумтов (њем. Gumtow) општина је у њемачкој савезној држави Бранденбург. Једно је од 26 општинских средишта округа Пригниц. Према процјени из 2010. у општини је живјело 3.776 становника. Посједује регионалну шифру (AGS) 12070149.

## Географски и демографски подаци
Гумтов се налази у савезној држави Бранденбург у округу Пригниц. Општина се налази на надморској висини од 61 метра. Површина општине износи 211,7 km². У самом мјесту је, према процјени из 2010. године, живјело 3.776 становника. Просјечна густина становништва износи 18 становника/km².

## Међународна сарадња
| Мјесто         | Држава               | Врста сарадње | Од    |
| -------------- | -------------------- | ------------- | ----- |
|                | Шведска              | партнерство   | 2004. |
|                | Пољска               | партнерство   | 2006. |
| Лидам Сент Енс | Уједињено Краљевство | контакт       | 2000. |
|                | Француска            | контакт       | 2000. |
| Извор          |                      |               |       |